# Grzegorz Bryll
Grzegorz Franciszek Bryll (ur. 2 stycznia 1935 w Gostyniu, zm. 28 marca 2017 w Opolu) – polski matematyk, specjalizujący się w algebrze i logice matematycznej, nauczyciel akademicki związany z uczelniami w Opolu i Częstochowie.

## Życiorys
Urodził się w 1935 roku w Gostyniu, gdzie spędził dzieciństwo. W latach 1949–1953 był uczniem Liceum Pedagogicznego w Lesznie, a po uzyskaniu świadectwa dojrzałości w 1953 roku rozpoczął studia na Wyższej Szkole Pedagogicznej we Wrocławiu, która została w 1954 roku przeniesiona do Opola, gdzie był jednym z pierwszych magistrów matematyki opolskiej WSP. Po studiach na krótko wrócił do rodzinnego Gostynia, gdzie znalazł pracę jako nauczyciel matematyki i fizyki w miejscowym liceum ogólnokształcącym. W 1958 roku za namową swojego promotora, prof. Jerzego Słupeckiego, wrócił do Opola, podejmując pracę na Wydziale Matematyczno-Informatycznym WSP. Jednocześnie prowadził zajęcia w Punkcie Konsultacyjnym Studiów Wieczorowych Politechniki Śląskiej w Opolu.
W 1968 roku uzyskał stopień naukowy doktora w Wyższej Szkole Pedagogicznej w Katowicach, po czym został wykładowcą w Wyższej Szkole Inżynierskiej w Opolu. Po habilitacji w 1982 roku wrócił do macierzystej uczelni (opolskiej WSP). W 1985 roku wyjechał do Algierii. Prowadził tam zajęcia z matematyki w Instytucie Elektroniki i Mechaniki Uniwersytetu w Blidzie. W 1989 roku po transformacji ustrojowej do Polski wrócił do kraju i rok później objął funkcję prorektora opolskiej WSP ds. nauki i współpracy z zagranicą, którą pełnił do 1993 roku. W 1997 roku otrzymał tytuł profesora.
Zajmował także kierownicze stanowiska na WSI w Opolu. Ponadto wykładał na Wyższej Szkole Pedagogicznej w Częstochowie.

## Dorobek naukowy
Jest współtwórcą nowej dziedziny w logice – teorii odrzucania wyrażeń. Jest autorem ponad 100 artykułów naukowych, w tym 5 skryptów oraz 4 monografii. Do jego najważniejszych publikacji należą:
- Matematyka (logika, algebra, geometria), wyd. WSI, Opole 1978.
- Grzegorz Bryll: Badania formalne nad logiką stoicką. Warszawa: Oficyna Akademicka, 1998. ISBN 978-83-86693-05-4. (pol.). Brak numerów stron w książce
- Grzegorz Bryll: Wybrane zagadnienia dydaktyki matematyki. Poznań: Oficyna Wydawnicza GARMOND, 2009. ISBN 978-83-89250-12-4. (pol.). Brak numerów stron w książce